# Eupithecia vivida
Eupithecia vivida is een vlinder uit de familie van de spanners (Geometridae). De wetenschappelijke naam van de soort is voor het eerst geldig gepubliceerd in 1978 door Vojnits & De Laever.
De soort komt voor in China en India en is een keer aangetroffen in Afghanistan.